# Lista de talk shows da TVI
Uma lista de programas portugueses exibidos pela TVI.

### Legenda:
|  | Terminado          |
|  | Estreia brevemente |
|  | Em exibição        |

## Entretenimento

### Talk-Shows
| Exibição         | Programa                            | Apresentação |
| ---------------- | ----------------------------------- | --- |
| 1993 - 1994      | Caixa de Perguntas                  | António Vaz Pinto |
| 1993             | Cartas de Amor                      | Rosa Lobato de Faria |
| 1993 - 1994      | Momentos de Glória                  | Manuel Luís Goucha e Carla Caldeira |
| 1993 - 1994      | Olá Cristina!                       | Cristina Caras Lindas |
| 1993 - 1994      | Amigos Para Sempre                  | |
| 1994 - 1995      | Casos em Direto                     | Rita Stock |
| 1994             | Luzes da Ribalta                    | Júlio Isidro, Susana Santos e Cristina Valente |
| 1994 - 1995      | Mas que Rita Noite                  | Rita Ribeiro |
| 1994             | Passaporte                          | Bárbara Guimarães |
| 1994             | Perdidos e Achados                  | Paulo Matos |
| 1994             | Turno da Noite                      | Júlio Isidro |
| 1995             | Dar Que Falar                       | Júlio Isidro |
| 1995 - 1996      | 1001 Tardes                         | Júlio Isidro |
| 1995 - 1996      | Grande Piano                        | Fernanda Martinho |
| 1996             | Olhó Popular                        | Júlio Isidro |
| 1996             | Docas                               | Ana Zanatti, Joaquim de Almeida, Diogo Infante, Clara Pinto Correia |
| 1998 - 2000      | O Segredo das Estrelas              | Paula Castelar |
| 1999 - 2000      | Reis da Música Nacional             | Pedro Miguel Ramos, Rute Marques e Sónia Brazão |
| 1999 - 2001      | Caras Lindas                        | Cristina Caras Lindas |
| 2000 - 2001      | Roberto Leal                        | Roberto Leal |
| 2000             | Cocktail Nacional                   | Carlos Ribeiro e Iva Domingues |
| 2000 - 2001      | Quero Justiça!                      | Vítor Bandarra |
| 2000 - 2005      | Lux                                 | Rita Seguro/ Diogo Morgado (2000) |
| 2002             | Domingo Fantástico                  | Ana Malhoa |
| 2002             | As Manhãs de Sofia                  | Sofia Alves |
| 2002             | As Manhãs da TVI                    | Teresa Guilherme e Rita Salema |
| 2002 - 2004      | A Vida é Bela                       | Carlos Ribeiro |
| 2002 - 2004      | Olá Portugal                        | Manuel Luís Goucha |
| 2002 - 2005      | Vidas Reais                         | Rui Vasco Neto |
| 2003 - 2004      | Eu Confesso                         | Júlia Pinheiro |
| 2003             | A Vida é Bela ao Sol                | Carlos Ribeiro |
| 2003             | Rosa Choque                         | Teresa Guilherme, Júlia Pinheiro, Cinha Jardim, Margarida Rebelo Pinto e Cláudio Ramos |
| 2003             | A Hora da Gi                        | Gisela Serrano |
| 2004 - 2020      | Você na TV!                         | Manuel Luís Goucha (2004 - 2020), Cristina Ferreira (2004 - 2018), Maria Cerqueira Gomes (2019 - 2020), Isabel Silva (2020) |
| 2005 - 2010      | Deluxe                              | Rita Seguro |
| 2005             | Bon Chic                            | José Castelo Branco |
| 2006             | Clube Morangos                      | Diana Chaves, Angélico Vieira, Joana Duarte e Ana Rita Tristão |
| 2006 - 2007      | Doutor, Preciso de ajuda            | Júlia Pinheiro (2006) / Raquel Matos Cruz (2007) |
| 2007 - 2010      | As Tardes da Júlia                  | Júlia Pinheiro |
| 2008             | Factos em Direto                    | Júlia Pinheiro |
| 2008 - 2009      | Caia Quem Caia                      | José Pedro Vasconcelos, Pedro Fernandes e Joana Cruz |
| 2009             | Apanha-me se Puderes                | José Pedro Vasconcelos |
| 2009 - 2013      | Depois da Vida                      | Júlia Pinheiro (2009 - 2010)/ Iva Domingues (2011 - 2013) |
| 2011 - 2020      | A Tarde é Sua                       | Fátima Lopes |
| 2011             | Perfil                              | Mónica Jardim e Marcos Pinto |
| 2011 - 2024      | Somos Portugal                      | Nuno Eiró (2011-2016 / 2021 / 2023), Cristina Ferreira (2011-2016 / 2022-2023), Manuel Luís Goucha (2011-2017), Marisa Cruz (2011-2021/ 2024), Iva Domingues (2011-2018 / 2020-2021 / 2023), Leonor Poeiras (2011-2019), Jorge Kapinha (2011), Fátima Lopes (2011-2017 / 2020), Mónica Jardim (2012-2024), Manuel Melo (2012-2021, Repórter de Exteriores e Ator), João Paulo Rodrigues (2013), Isabel Silva (2013-2021), Vera Fernandes (2013-2014), Marta Cardoso (2014-2016), Pedro Teixeira (2015-2017/ 2020-2023), Olívia Ortiz (2015-2019), João Montez (2015-2021/ 2023-2024), Ruben Rua (2016-2021/ 2023), Bruno Cabrerizo (2016-2017), Santiago Lagoá (2017-2023), Ana Lúcia Matos (2017), Adriano Toloza (2017-2018), Alice Alves (2017-2023), Inês Gutierrez (2018-2020 / 2021-2022), Isabel Figueira (2019-2021), Flávio Furtado (2019), Maria Cerqueira Gomes (2020-2021 / 2023), Carlos Ribeiro (2020), Marco Horácio (2020), Ruben Vieira (2020-2023), Rita Pereira (2020-2021 / 2023), Cláudio Ramos (2020-2023), Maria Botelho Moniz (2020-2021 / 2023), Fanny Rodrigues (2021-2024), José Lopes (2021/ 2024), Ana Arrebentinha (2021), Toy (2021, Artista Residente), João Valentim (2022-2024, repórter de exteriores), Sofia Vasconcelos (2022-2023, repórter de exteriores), Mafalda de Castro (2022-2023), Ana Malhoa (2022-2023), Idevor Mendonça (2023-2024), Marta Gil (2023), Susana Pinto (2023-2024, repórter de exteriores) e Catarina Miranda (2024) |
| 2012 - 2013      | Não Há Bela Sem João                | Marisa Cruz e João Paulo Rodrigues |
| 2013             | A Verdade de Cada Um                | Bruno Leça, Francisco Soares, Carolina Freiras e Diogo Sena |
| 2014             | Mais Vale à Tarde do que Nunca      | Isabel Silva e Nuno Eiró |
| 2014 - 2016      | Sábado Especial                     | Nuno Eiró (2014-2016), Marisa Cruz (2014), Isabel Silva (2014-2016), Marta Cardoso (2014-2016) e Iva Domingues (2016) |
| 2014             | Juntos no Verão                     | Teresa Guilherme e Isabel Silva |
| 2014 - 2018      | Câmara Exclusiva                    | Mónica Jardim, Marta Andrino, Pimpinha Jardim / José Carlos Pereira (2015) |
| 2015             | Cristina                            | Cristina Ferreira |
| 2015 - 2016      | Juntos, Fazemos a Festa             | Cristina Ferreira, Fátima Lopes, Isabel Silva, Iva Domingues, Leonor Poeiras, Manuel Luís Goucha, Mónica Jardim, Nuno Eiró, Olívia Ortiz, Rita Pereira, Ruben Rua e Teresa Guilherme |
| 2017 - 2018      | Confessionário                      | Teresa Guilherme |
| 2018 - 2020      | Conta-me Como És                    | Fátima Lopes |
| 2018 - 2020      | Selfie                              | Alice Alves, Pimpinha Jardim e Tatiana Figueiredo (2019-2020) / Júlia Palha (2018-2019) |
| 2018             | No Monte do Manel                   | Manuel Luís Goucha |
| 2019             | Juntos em Festa                     | Alice Alves, Inês Gutierrez, Isabel Figueira, Isabel Silva, João Montez, Leonor Poeiras, Marisa Cruz, Mónica Jardim, Olívia Ortiz, Ruben Rua e Santiago Lagoá |
| 2019             | TVI no Ar                           | Isabel Silva |
| 2019             | O Resto é Conversa                  | Fernanda Serrano |
| 2019 - 2020      | Sábado na TVI                       | Mónica Jardim e João Montez |
| 2020 - 2024      | Conta-me                            | Manuel Luís Goucha (2020-24) e Maria Cerqueira Gomes (2021-24) / Fátima Lopes (2020-21), Cristina Ferreira (2020-21-22) e Iva Domingues (2023) |
| 2020             | Dia de Cristina / Noite de Cristina | Cristina Ferreira |
| 2020 - 2022      | VivaVida                            | Ruben Rua e Helena Coelho (2020-2022) / Sem apresentadores (2022) |
| 2020 - presente  | Em Família                          | Atuais apresentadores residentes: Idevor Mendonça e Mónica Jardim (2024-presente) Antigos apresentadores residentes: Maria Cerqueira Gomes (2020-2025), Ruben Rua (2021-2025), Cristina Ferreira e Manuel Luís Goucha (2020); Nuno Eiró (2024) |
| 2021 - presente  | Dois às 10                          | Cláudio Ramos (2021 - presente) e Cristina Ferreira (2024 - presente) / Maria Botelho Moniz (2021-2023) |
| 2021 - 2025      | Goucha                              | Manuel Luís Goucha |
| 2021 - 2024      | Esta Manhã                          | Nuno Eiró, Sara Sousa Pinto, Pedro Carvalhas, Iva Domingues, Susana Pinto e Rafaela Granado |
| 2021 - 2022      | Cristina ComVida                    | Cristina Ferreira |
| 2021             | Humanos                             | Ana Rita Clara |
| 2022             | Hora de Verão                       | Nuno Eiró e Sara Sousa Pinto/Sílvia Martins |
| 2023             | Máquina da Verdade                  | Iva Domingues |
| 2023             | É da Casa                           | Iva Domingues |
| 2023/ 2024/ 2025 | TVI Extra                           | Flávio Furtado/ Alice Alves (substituta) |

### Reality-Shows
| Exibição        | Programa                                        | Apresentação                            |
| --------------- | ----------------------------------------------- | --------------------------------------- |
| 2000            | Big Brother 1                                   | Teresa Guilherme e Pedro Miguel Ramos   |
| 2001            | Big Brother 2                                   | Teresa Guilherme e Pedro Miguel Ramos   |
| 2001            | Survivor                                        | Paulo Salvador                          |
| 2001            | Ilha da Tentação                                | Carlos Ribeiro                          |
| 2001            | Big Brother 3                                   | Teresa Guilherme e Pedro Miguel Ramos   |
| 2002            | Big Brother Famosos 1                           | Teresa Guilherme e Pedro Miguel Ramos   |
| 2002            | Big Brother Famosos 2                           | Teresa Guilherme e Pedro Miguel Ramos   |
| 2003            | Big Brother 4                                   | Teresa Guilherme e Pedro Miguel Ramos   |
| 2004            | Fear Factor - Desafio Total                     | Leonor Poeiras e José Carlos Araújo     |
| 2004            | Quinta das Celebridades - 1ª Edição             | Júlia Pinheiro e José Pedro Vasconcelos |
| 2005            | Quinta das Celebridades - 2ª Edição             | Júlia Pinheiro e José Pedro Vasconcelos |
| 2005            | 1ª Companhia - 1ª Recruta                       | Júlia Pinheiro e José Pedro Vasconcelos |
| 2005            | 1ª Companhia - 2ª Recruta                       | Júlia Pinheiro e José Pedro Vasconcelos |
| 2006            | Circo das Celebridades                          | Júlia Pinheiro e José Pedro Vasconcelos |
| 2006            | O Meu Odioso e Inacreditável Noivo              | Júlia Pinheiro                          |
| 2006            | Pedro, O Milionário                             | Júlia Pinheiro                          |
| 2006            | Novos Aventureiros                              | Iva Domingues e Manuel Melo             |
| 2007            | A Bela e o Mestre                               | Iva Domingues e José Pedro Vasconcelos  |
| 2007            | Casamento de Sonho                              | Júlia Pinheiro                          |
| 2010            | Secret Story 1                                  | Júlia Pinheiro                          |
| 2011            | Perdidos na Tribo                               | Leonor Poeiras                          |
| 2011            | Secret Story 2                                  | Teresa Guilherme                        |
| 2012            | A Grande Aventura – A Rota dos Vulcões          | Fernanda Serrano                        |
| 2012            | Secret Story 3                                  | Teresa Guilherme                        |
| 2013            | Secret Story: Desafio Final 1                   | Teresa Guilherme                        |
| 2013            | Big Brother VIP                                 | Teresa Guilherme                        |
| 2013            | Secret Story 4                                  | Teresa Guilherme                        |
| 2014            | Secret Story: Desafio Final 2                   | Teresa Guilherme                        |
| 2014            | Secret Story 5                                  | Teresa Guilherme                        |
| 2015            | Secret Story: Desafio Final 3                   | Teresa Guilherme                        |
| 2015            | Secret Story: Luta pelo Poder                   | Teresa Guilherme                        |
| 2015 - 2016     | Temos Negócio!                                  | Leonor Poeiras                          |
| 2015            | A Quinta                                        | Teresa Guilherme                        |
| 2016            | A Quinta: O Desafio                             | Teresa Guilherme                        |
| 2016            | Love on Top 1                                   | Teresa Guilherme                        |
| 2016            | Love on Top 2                                   | Teresa Guilherme                        |
| 2016            | Love on Top 3                                   | Teresa Guilherme                        |
| 2016            | Secret Story 6                                  | Teresa Guilherme                        |
| 2017            | Secret Story: Desafio Final 4 - Agora ou Nunca  | Teresa Guilherme                        |
| 2017            | Love on Top 4                                   | Isabel Silva                            |
| 2017            | Love on Top 5                                   | Isabel Silva                            |
| 2017            | Love on Top 6                                   | Isabel Silva                            |
| 2017            | Biggest Deal                                    | Teresa Guilherme                        |
| 2017 - 2018     | A Casamenteira                                  | Teresa Guilherme                        |
| 2017            | Pesadelo na Cozinha 1                           | Ljubomir Stanisic                       |
| 2018            | Secret Story 7                                  | Manuel Luís Goucha                      |
| 2018            | Secret Story: O Reencontro                      | Manuel Luís Goucha                      |
| 2018            | Pesadelo na Cozinha 2                           | Ljubomir Stanisic                       |
| 2018            | Love on Top 7                                   | Isabel Silva                            |
| 2018            | Love on Top: Última Tentação                    | Isabel Silva                            |
| 2018            | Love on Top 9                                   | Isabel Silva                            |
| 2019            | Love on Top 10                                  | Isabel Silva                            |
| 2019            | First Dates - O Primeiro Encontro 1             | Fátima Lopes e Ruben Rua                |
| 2019            | First Dates - O Primeiro Encontro 2             | Fátima Lopes e Ruben Rua                |
| 2019            | Quem Quer Casar Com O Meu Filho?                | Leonor Poeiras                          |
| 2019            | Começar do Zero                                 | S/apresentador                          |
| 2019            | Like Me 1                                       | Ruben Rua e Luana Piovani               |
| 2019            | Like Me 2                                       | Ruben Rua e Luana Piovani               |
| 2019 - 2020     | Pesadelo na Cozinha 3                           | Ljubomir Stanisic                       |
| 2020            | Pesadelo na Cozinha - Especial Pesadelo do Chef | Ljubomir Stanisic                       |
| 2020            | BB ZOOM                                         | Cláudio Ramos                           |
| 2020            | Big Brother 2020                                | Cláudio Ramos                           |
| 2020            | Big Brother - A Revolução                       | Teresa Guilherme                        |
| 2021            | Big Brother - Duplo Impacto                     | Cláudio Ramos e Teresa Guilherme        |
| 2021            | O Amor Acontece                                 | Pedro Teixeira e Maria Cerqueira Gomes  |
| 2021            | Big Brother 2021                                | Cláudio Ramos e Manuel Luís Goucha      |
| 2022            | Big Brother Famosos 2022                        | Cristina Ferreira                       |
| 2022            | Big Brother Famosos 2022 - 2ª Edição            | Cristina Ferreira                       |
| 2022            | Big Brother - Desafio Final 1                   | Cristina Ferreira                       |
| 2022            | Os Turistas - Missão Hotel                      | S/apresentador                          |
| 2022            | Big Brother 2022                                | Cristina Ferreira                       |
| 2023            | A Ex-Periência                                  | Maria Botelho Moniz                     |
| 2023            | O Triângulo                                     | Cristina Ferreira                       |
| 2023            | Casamento Marcado                               | Maria Cerqueira Gomes                   |
| 2023            | Os Turistas 2023                                | S/apresentador                          |
| 2023            | Big Brother 2023                                | Cristina Ferreira                       |
| 2024            | Big Brother - Desafio Final 2                   | Cláudio Ramos                           |
| 2024            | Big Brother 2024                                | Cláudio Ramos                           |
| 2024 - presente | A Sentença                                      | João Patrício                           |
| 2024            | Dilema                                          | Manuel Luís Goucha                      |
| 2024            | Secret Story 8                                  | Cristina Ferreira                       |
| 2024            | O Fura Casamentos                               | Nuno Eiró                               |
| 2025            | Secret Story: Desafio Final 5                   | Cláudio Ramos                           |
| 2025            | Quero o Divórcio!                               | s/ apresentador                         |
| 2025            | Quem vai Entrar?                                | Maria Botelho Moniz                     |
| 2025            | Big Brother 2025                                | Cláudio Ramos                           |
| 2025            | Big Brother Verão                               | Maria Botelho Moniz                     |
| 2025            | Secret Story 9                                  | Cristina Ferreira                       |

### Talent Shows
| Exibição        | Programa                              | Apresentação                               |
| --------------- | ------------------------------------- | ------------------------------------------ |
| 1999 - 2000     | Ri-te Ri-te                           | João Melo, Sónia Brazão e Cristina Möhler  |
| 2006            | Canta por Mim                         | Júlia Pinheiro                             |
| 2008            | Uma Canção Para Ti 1                  | Manuel Luís Goucha e Júlia Pinheiro        |
| 2009            | Uma Canção Para Ti 2                  | Manuel Luís Goucha e Júlia Pinheiro        |
| 2009            | Nasci P'ra Cantar                     | Herman José                                |
| 2009            | Quem é o melhor?                      | Manuel Luís Goucha e Júlia Pinheiro        |
| 2009            | Uma Canção para Ti 3                  | Manuel Luís Goucha e Júlia Pinheiro        |
| 2011            | Uma Canção Para Ti 4                  | Manuel Luís Goucha e Cristina Ferreira     |
| 2011            | Canta Comigo                          | Rita Pereira e Nuno Eiró                   |
| 2012            | A Tua Cara Não Me É Estranha 1        | Manuel Luís Goucha e Cristina Ferreira     |
| 2012            | A Tua Cara Não Me É Estranha 2        | Manuel Luís Goucha e Cristina Ferreira     |
| 2012            | A Tua Cara Não Me É Estranha: Duetos  | Manuel Luís Goucha e Cristina Ferreira     |
| 2013            | A Tua Cara Não Me É Estranha 3        | Manuel Luís Goucha e Cristina Ferreira     |
| 2013            | Dança com as Estrelas 1               | Cristina Ferreira e Paulo Fernandes        |
| 2014            | A Tua Cara Não Me É Estranha: Kids    | Manuel Luís Goucha e Cristina Ferreira     |
| 2014            | MasterChef Portugal 2                 | Manuel Luís Goucha                         |
| 2014            | Rising Star - A Próxima Estrela       | Pedro Teixeira e Leonor Poeiras            |
| 2014            | Dança com as Estrelas 2               | Cristina Ferreira                          |
| 2015            | MasterChef Portugal 3                 | Manuel Luís Goucha                         |
| 2015            | Pequenos Gigantes 1                   | Fátima Lopes                               |
| 2015            | Dança com as Estrelas 3               | Cristina Ferreira e Pedro Teixeira         |
| 2016            | MasterChef Portugal Júnior 1          | Manuel Luís Goucha                         |
| 2016            | Pequenos Gigantes 2                   | Fátima Lopes                               |
| 2016 - 2017     | A Tua Cara Não Me É Estranha 4        | Manuel Luís Goucha e Cristina Ferreira     |
| 2017            | A Tua Cara Não Me É Estranha Especial | Manuel Luís Goucha e Cristina Ferreira     |
| 2017            | Let's Dance - Vamos Dançar            | Fátima Lopes                               |
| 2017            | MasterChef Celebridades               | Leonor Poeiras                             |
| 2017 - 2018     | MasterChef Portugal Júnior 2          | Manuel Luís Goucha                         |
| 2018            | A Tua Cara Não Me É Estranha 5        | Manuel Luís Goucha e Cristina Ferreira     |
| 2018 - 2019     | Dança com as Estrelas 4               | Pedro Teixeira e Rita Pereira              |
| 2019            | Cabelo Pantene - O Sonho 1            | Luís Borges e Leonor Poeiras               |
| 2019            | A Tua Cara Não Me É Estranha 6        | Maria Cerqueira Gomes                      |
| 2019            | MasterChef Portugal 4                 | Manuel Luís Goucha                         |
| 2019            | O Chef é Você!                        | Manuel Luís Goucha e Maria Cerqueira Gomes |
| 2020            | Dança com as Estrelas 5               | Pedro Teixeira e Rita Pereira              |
| 2020            | Cabelo Pantene - O Sonho 2            | Luís Borges e Ana Sofia Martins            |
| 2021            | All Together Now                      | Cristina Ferreira                          |
| 2021            | Cabelo Pantene - O Sonho 3            | Luís Borges e Sofia Ribeiro                |
| 2022            | Cabelo Pantene - O Sonho 4            | Luís Borges e Sofia Ribeiro                |
| 2022            | Uma Canção Para Ti 5                  | Manuel Luís Goucha e Maria Cerqueira Gomes |
| 2023            | Cabelo Pantene - A Competição         | Margarida Corceiro                         |
| 2024            | Dança com as Estrelas 6               | Cristina Ferreira e Bruno Cabrerizo        |
| 2024            | Mistura Beirão                        | Maria Cerqueira Gomes e Rui Simões         |
| 2024 - presente | Funtástico                            | Manuel Luís Goucha                         |

### Game Shows
| Exibição           | Programa                        | Apresentação |
| ------------------ | ------------------------------- | --- |
| 1993 - 1994        | A Amiga Olga                    | Olga Cardoso |
| 1994 - 1996        | Doutores e Engenheiros          | Nuno Graciano e Mila Ferreira |
| 2000               | Tic Tac Milionário              | Carlos Ribeiro |
| 2000               | Dinheiro à Vista                | Luísa Castel-Branco |
| 2003 - 2010        | Quem Quer Ganha                 | Iva Domingues (2003 - 2008), Leonor Poeiras (2006 - 2010), Teresa Peres (2008 - 2009)                                                               |
| 2004 - presente    | EuroMilhões                     | Marisa Cruz (2004-2011), Mónica Jardim (2011-presente)                                                                                              |
| 2004 - 2005        | Levem tudo menos a Casa         | Carlos Ribeiro |
| 2008 - 2011        | Sempre a Somar                  | Manuel Melo, Andreia Teles, Liliana Aguiar, Jorge Kapinha e Ana Lúcia Matos                                                                         |
| 2010 - 2011        | Agora é que Conta               | Fátima Lopes (2010), Leonor Poeiras (2011) |
| 2011 - 2012        | Dá Cá Mais 5                    | Leonor Poeiras, Iva Domingues |
| 2013               | OK KO                           | João Paulo Rodrigues e Vera Fernandes |
| 2014 - 2015        | Ora Acerta                      | Joana Vieira, Olívia Ortiz, João Montez, Viriato Quintela, Santiago Lagoá                                                                           |
| 2015 - 2016        | The Money Drop - Entre a Ganhar | Teresa Guilherme |
| 2014 / 2015 - 2020 | Ricas Quintas                   | Mónica Jardim (2014), João Montez (2015-2019), Olívia Ortiz (2015-2018), Santiago Lagoá (2017-2020), Inês Gutierrez (2018-2019), Marisa Cruz (2020) |
| 2016 - 2018        | Super Quiz                      | Kelly Baron, Helena Isabel Patrício, Diana Brites, Érica Cardoso e Inês Gutierrez                                                                   |
| 2017 - 2018        | Desafia-te: Nunca Digas Nunca!  | Pedro Teixeira e Ana Sofia Martins |
| 2017 - 2019        | Apanha se Puderes               | Pedro Teixeira (2017 - 2019), Cristina Ferreira (2017 - 2018), Rita Pereira (2019)                                                                  |
| 2018 - 2020        | 1000 à Hora                     | Kelly Baron, Helena Isabel Patrício e Ana Ferreira                                                                                                  |
| 2019 - 2020        | Ver p'ra Crer                   | Pedro Fernandes |
| 2019 - 2021        | Mental Samurai                  | Pedro Teixeira |
| 2020               | BOOM!                           | Marco Horácio |
| 2022               | Saber É Ganhar                  | Alexandra Pinto, Inês Carvalho, Filipa Sampaio |
| 2022               | Vai de Carrinho!                | David Carreira e Ana Guiomar |
| 2023 - 2024        | Vai ou Racha                    | Pedro Teixeira |
| 2023               | Onde Está o Dinheiro?           | David Carreira e Kelly Bailey |
| 2024 - 2025        | A TVI dá +                      | Inês Brás |
| 2024/2025          | Congela                         | Pedro Teixeira |
| 2024 - presente    | Ganha Já!                       | Nuno Eiró |
| 2025               | Star Park                       | Pedro Teixeira e Diogo Amaral |
| 2025 - presente    | Soma e Segue                    | Manuel Luís Goucha |
| 2025 - brevemente  | Ora Bolas!                      | Maria Cerqueira Gomes |

### Infanto-Juvenil
| Exibição              | Programa             | Apresentação                                                        |
| --------------------- | -------------------- | ------------------------------------------------------------------- |
| 1993                  | Circo Alegria        |                                                                     |
| 1993-1994             | A Casa do Tio Carlos | Carlos Alberto Moniz                                                |
| 1994-1996             | Clube da Manhã       |                                                                     |
| 1994-1996             | Hora do Recreio      | Programa apresentado por várias crianças                            |
| 1994-1998             | Vamos ao Circo       | António Branco (Batatinha) e Paulo Guilherme (Companhia)            |
| 1998-2002 / 2006-2007 | Batatoon             | António Branco (Batatinha) e Paulo Guilherme (Companhia)            |
| 1999-2001             | Mix Max              | Apresentado por dois bonecos manipulados que davam nome ao programa |
| 2000-2001             | Animax               |                                                                     |
| 2000-2001             | Rita Catita          |                                                                     |
| 2002-2003             | Super Batatoon       | António Branco (Batatinha)                                          |
| 2002-2003             | Sempre a Abrir       |                                                                     |
| 2006-2007             | Batatoon (2006)      | António Branco (Batatinha)                                          |
| 2007 - presente       | Animações            | S/apresentador                                                      |
| 2012-2014             | Kid Canal            | S/apresentador                                                      |
| 2012                  | Os Mundos de Mia     | S/apresentador                                                      |

### Artes e Cultura
| Exibição      | Programa             | Apresentação                                  |
| ------------- | -------------------- | --------------------------------------------- |
| 1993-Presente | Eucaristia Dominical |                                               |
| 1993-2016     | Oitavo Dia           | Pe. António Rêgo                              |
| 2005-2012     | Cartaz das Artes     | João Paulo Sacadura                           |
| 2008-Presente | Todos Iguais         | Victor Bandarra                               |
| 2010-Presente | Autores              | Carlos Mendes e Mafalda Veiga (2023-presente) |
| 2025          | Portugalando         | Susana Pinto                                  |

### Documentários
| Exibição                | Programa                       | Apresentação                        |
| ----------------------- | ------------------------------ | ----------------------------------- |
| 2003                    | Os Animais do Mundo            | —                                   |
| 2010-2017               | África Selvagem                | —                                   |
| 2011                    | Ilhas dos Antípodas            | —                                   |
| 2021-2022               | Vida Animal                    | —                                   |
| 2021/ 2023/ 2024        | As Grandes Maravilhas do Mundo | —                                   |
| 2022                    | As Grandes Cidades do Mundo    | —                                   |
| 2022                    | Os Novos Vets                  | —                                   |
| 2022 - 2023             | As Grandes Ilhas do Mundo      | —                                   |
| 2023                    | As Grandes Viagens pelo Mundo  | —                                   |
| 28 de Fevereiro de 2024 | El Português - Paulo Futre     | —                                   |
| 2024 - 2025             | Ilhas: Os Segredos da Natureza | —                                   |
| 2025                    | As Baleias com Steve Basckall  | —                                   |
| 2025                    | Sabores de Itália              |                                     |
| 30 de março de 2025     | Maria                          | —                                   |
| 2025                    | Segredos da Floresta           | —                                   |
| 2025                    | Os Convocados                  | Joaquim Sousa Martins e Paulo Futre |

### Outros
| Exibição              | Programa                   | Apresentação                                                                               |
| --------------------- | -------------------------- | ------------------------------------------------------------------------------------------ |
| 1994                  | Televisto                  | Nuno Graciano e Julie Sergeant                                                             |
| 2000-2003             | Ólho Video                 | Fernanda Serrano (2000 - 2003)/ Cláudio Ramos (2003)                                       |
| 2004-2006             | Separar Toca a Todos       |                                                                                            |
| 2005-2006             | AB Sexo                    | Marta Crawford                                                                             |
| 2006-2007             | Separar Vai Colar          |                                                                                            |
| 2012-2013             | Video Pop                  | Nuno Eiró e Leonor Poeiras                                                                 |
| 2012-2015             | Guestlist                  | Valter Carvalho, Liliana Aguiar, Diana Monteiro (2012 - 2013) e Olívia Ortiz (2013 - 2015) |
| 2013-2014 / 2022-2024 | Toda a Gente Me Diz Isso   | Nuno Eiró (2013 - 2014)/ S/ apresentador (2022 - 2024)                                     |
| 2013 - 2015           | Gang dos Cotas             |                                                                                            |
| 2014-presente         | Querido, Mudei a Casa!     | Gustavo Santos (2014- 2020)/ João Montez (2020 - presente)                                 |
| 2015                  | Cartas da Alma             |                                                                                            |
| 2017-2019             | Querido, Comprei Uma Casa! | Mónica Jardim                                                                              |
| 2019                  | ROAST                      | sem apresentador                                                                           |
| 2020                  | A Vida Lá Fora             | Marco Horácio                                                                              |
| 2020                  | Anti-Stress                | Ana Guiomar                                                                                |
| 2022                  | Betclic : Mano a Mano      | Ana Garcia Martins e Gilmário Vemba                                                        |
| 2025 - presente       | Por um triz                | sem apresentador                                                                           |
| 2025                  | Por tudo e por nada        | Ana Guiomar                                                                                |
| 2025                  | Só Rir                     | Toy                                                                                        |

## Informação

### Noticiários
| Exibição                                | Programa                          | Apresentação |
| --------------------------------------- | --------------------------------- | --- |
| 1993 - 1994                             | Informação 4                      | Clara de Sousa; Jorge Nuno Oliveira; Paula Magalhães; ? |
| 1993 - 1994                             | Artur Albarran                    | Artur Albarran |
| 1993                                    | Referendo                         | |
| 1993 - 2002                             | Última Edição                     | Miguel Garanhão Pereira |
| 1993 - 1998                             | Quatro Ventos                     | Elisabete Barata |
| 1994 - 1996                             | Novo Jornal                       | Artur Albarran, Bárbara Guimarães e Sofia Carvalho |
| 1994                                    | Quatro Estações                   | |
| 1994 - 1997                             | Encontro                          | |
| 1994-1996 / 2000-2011 / 2023 - presente | Jornal Nacional                   | Atuais Apresentadores: José Alberto Carvalho e Sandra Felgueiras (seg. a sex.)/ Pedro Benevides e Andreia Vale (sáb. e dom.) Antigos Apresentadores: Manuela Moura Guedes (2000-2005); José Carlos Castro (2000-2011); Henrique Garcia (2000-2002); Pedro Pinto (2000-2011); Ana Sofia Vinhas (2000-2008); João Maia Abreu (2000-2002); Júlio Magalhães (2000-2011); Pedro Bello Moraes (2006-2008); Lurdes Baeta (2006-2008); Sara Pinto (2023) |
| 1995 - 1996                             | Tempo Informação                  | |
| 1995-2003 / 2023 - presente             | TVI Jornal                        | Atuais Apresentadores: Sara Pinto; Ana Sofia Cardoso (seg. a sex.)/ José Carlos Araújo; Lurdes Baeta (sáb. e dom.)/ João Fernando Ramos; Diana Bouça-Nova; Pedro Carvalhas; Estela Machado; Pedro Benevides; Andreia Vale; Sandra Felgueiras (substitutos) Antigos Apresentadores: Bárbara Guimarães; Ana Lourenço; Paulo Salvador; José Carlos Castro; Pedro Pinto; Ana Sofia Vinhas; Henrique Garcia; Cátia Nobre; Júlio Magalhães |
| 1997-2000                               | Directo XXI                       | |
| 2000-2003                               | Diário Económico/Financial Times  | |
| 2004-2023                               | Jornal da Uma                     | José Carlos Araújo; Cátia Nobre; Lurdes Baeta; Andreia Vale; João Fernando Ramos; Júlio Magalhães; Henrique Garcia; Ana Sofia Vinhas; José Carlos Castro; Pedro Pinto; Ana Guedes Rodrigues; Paulo Salvador; Cristina Reyna; Frederico Mendes Oliveira; Ana Sofia Cardoso; Patrícia Matos; João Póvoa Marinheiro; Diana Bouça-Nova; André Neto de Oliveira |
| 2003 - presente                         | Diário da Manhã                   | Atuais Apresentadores: Pedro Carvalhas e Daniela Rodrigues (seg. a sex.)/ Diana Bouça-Nova, Francisco David Ferreira ou Estela Machado (sábado) / Jornalistas TVI (domingo) Antigos Apresentadores: Henrique Garcia; Júlia Pinheiro; Rui Pedro Baptista; Leonor Poeiras; José Carlos Araújo; Susana Bento Ramos; Susana Bacelar; Rute Cruz; Ana Guedes Rodrigues; José Manuel Santos; Rita Rodrigues; Patrícia Matos; Ana Sofia Cardoso; Frederico Mendes de Oliveira; João Póvoa Marinheiro; Sara Sousa Pinto; Marcos Pinto; Maria João Rosa; José Gabriel Quaresma; Conceição Queiroz |
| 2003-2013                               | Meteorologia                      | |
| 2003-2013                               | TVI Negócios                      | |
| Ocasional                               | Especial Informação / TVI Urgente | |
| 2008                                    | InfoPraias                        | |
| 2008-2009                               | Jornal Nacional - 6ªFeira         | Manuela Moura Guedes |
| 2008-2009                               | Cartas na Mesa                    | Constança Cunha e Sá |
| 2010                                    | Reportagem TVI                    | |
| 2011-2023                               | Jornal das 8                      | José Alberto Carvalho; Sara Pinto; Sandra Felgueiras; Júlio Magalhães; Judite de Sousa; Pedro Pinto; Pedro Mourinho; Andreia Vale |
| 2011-2020 / 2021 - presente             | Repórter TVI                      | Jornalistas TVI |
| 2019-2020                               | Primeira Hora                     | Patrícia Matos |
| 2021-2024                               | Esta Manhã                        | Nuno Eiró, Sara Sousa Pinto, Pedro Carvalhas, Iva Domingues, Susana Pinto e Rafaela Granado |
| 2024 - presente                         | TVI - Em Cima da Hora             | Conceição Queiroz/ Miguel Fernandes |

### Desporto
| Exibição  | Programa                                | Apresentação                                            |
| --------- | --------------------------------------- | ------------------------------------------------------- |
| 1993      | Prolongamento                           |                                                         |
| 1993-2011 | Contra Ataque                           | José Gabriel Quaresma                                   |
| 1994-1997 | Fora de Jogo                            |                                                         |
| 1996      | Em Resumo                               |                                                         |
| 1996      | Primeira Fila                           | Bárbara Guimarães                                       |
| 1999-2001 | A Bola é Nossa                          | Octávio Ribeiro                                         |
| 2011-2012 | Vamos à Bola                            | Irene Palma                                             |
| 2016-2017 | Futebol Mais                            | Joaquim Sousa Martins e Olívia Ortiz                    |
| 2020      | Mais Transferências                     | Joaquim Sousa Martins, Cláudia Lopes e Catarina Cardoso |
| 2021      | Diário do Euro 2020                     | Paulo Pereira                                           |
| 2022      | Diário do Mundial de Futebol Qatar 2022 | João Pedro Rodrigues                                    |
| 2024      | Diário do Euro 2024                     | Ricardo Nunes ou Leonor Hemsworth                       |
| 2025      | Diário do Mundial de Clubes 2025        |                                                         |

## Eventos

### Competições Desportivas
| Exibição                          | Competição                                                         | Modalidade |
| --------------------------------- | ------------------------------------------------------------------ | ---------- |
| 2002-2004/ 2008-2010/ 2020 - 2022 | Taça de Portugal                                                   | Futebol    |
|                                   | Supertaça Cândido de Oliveira                                      | Futebol    |
| 2004                              | Euro 2004                                                          | Futebol    |
| 2004-2008 / 2010-2012             | Liga ZON Sagres                                                    | Futebol    |
| 2006                              | Euro 2006 Sub-21                                                   | Futebol    |
| 2007                              | Euro 2007 Sub-21                                                   | Futebol    |
|                                   | Jogo All Stars da Federação Luís Figo 2007                         | Futebol    |
| 2007-2013                         | WWE SmackDown                                                      | WWE        |
| 2008                              | Euro 2008                                                          | Futebol    |
| 2012                              | Euro 2012                                                          | Futebol    |
| 2012                              | Taça da Liga                                                       | Futebol    |
| 2012-2015/ 2018-2024              | UEFA Champions League (Liga dos Campeões da UEFA)                  | Futebol    |
| 2016                              | Euro 2016                                                          | Futebol    |
| 2017 - presente                   | Millennium Estoril Open                                            | Ténis      |
| 2017 - 2019 / 2025 - presente     | Lisboa World Bike Tour                                             | Ciclismo   |
| 2017 - 2019 / 2022 - presente     | EDP Corrida da Mulher                                              | Atletismo  |
| 2021                              | Euro 2020                                                          | Futebol    |
| 2022 - presente                   | Betano Cup/Desafios Betano (Troféu do Algarve)                     | Futebol    |
| 2022                              | Mundial de Futebol Qatar 2022                                      | Futebol    |
| 2023 - Presente                   | Maratona da Europa                                                 | Atletismo  |
| 2023                              | Supertaça de Futsal                                                | Futsal     |
| 2023                              | Supertaça de Futebol Feminino                                      | Futebol    |
| 2023                              | Liga BPI - 1ª Liga de Futebol Feminino                             | Futebol    |
| 2024 - presente                   | UEFA Women's Champions League (Liga dos Campeões Feminina da UEFA) | Futebol    |
| 2024                              | Final do Campeonato Nacional de Rugby                              | Rugby      |
| 2024                              | Euro 2024                                                          | Futebol    |
| 26 de maio de 2024                | Meia Maratona Douro Vinhateiro 2024                                | Atletismo  |
| 2 de novembro de 2024             | Maratona do Porto 2024                                             | Atletismo  |
| 2025 - presente                   | Jogos do Moreirense enquanto visitado na Primeira Liga             | Futebol    |
| 23 de março de 2025               | Meia Maratona de Gaia                                              | Atletismo  |
| 25 de maio de 2025                | Meia Maratona Douro Vinhateiro 2025                                | Atletismo  |
| 2025                              | Mundial de Clubes 2025                                             | Futebol    |

### Moda
| Exibição | Programa                   | Apresentação                          |
| -------- | -------------------------- | ------------------------------------- |
| 1999     | Elite Model Look 99        | Fernanda Serrano e Pedro Miguel Ramos |
| 2016     | Gala Elite Model Look 2016 | Cristina Ferreira e Ruben Rua         |

### Festivais
| Exibição        | Programa                  | Apresentação                                       |
| --------------- | ------------------------- | -------------------------------------------------- |
| 2016-2018       | NOS Primavera Sound       | Leonor Poeiras (2016-2018)/ Sara Prata (2017-2018) |
| 2018-2019/ 2022 | Vodafone Paredes de Coura | João Montez (2018-2019/ 2022), Alice Alves (2022)  |
| 2023 - 2024     | MEO Marés Vivas           | João Montez                                        |
| 2019            | Festival F                | João Montez                                        |
| 2024 - presente | Fnac Live                 | Alice Alves, Ana Rita Clara                        |
| 2024 - presente | Festival Mimo             |                                                    |

### Cerimónias
| Exibição                | Programa                                                                              | Apresentação                                                                   |
| ----------------------- | ------------------------------------------------------------------------------------- | ------------------------------------------------------------------------------ |
| ?-presente              | Cerimónias de Fátima                                                                  |                                                                                |
| 1999                    | Casamento Real: Edward e Sophie de Inglaterra                                         |                                                                                |
| 2004                    | Casamento Real: Filipe e Letizia Ortiz de Espanha                                     |                                                                                |
| 2005                    | Casamento Real: Carlos e Camila de Inglaterra                                         |                                                                                |
| 2011                    | Casamento Real: Príncipe Alberto do Mónaco e Charlene Wittstock                       | Manuel Luís Goucha, Filipa Garnel e jornalistas TVI                            |
| 2011                    | Casamento Real: William e Kate de Inglaterra                                          | Manuel Luís Goucha, Filipa Garnel e jornalistas TVI                            |
| 2017                    | Fátima 100 Anos                                                                       | Manuel Luís Goucha, Carla Moita, Fátima Lopes, Pedro Pinto e Cristina Ferreira |
| 2018                    | Casamento Real: Harry e Meghan Markle                                                 | Manuel Luís Goucha e jornalistas TVI                                           |
| 2 de Setembro de 2022   | Casamento de Bruno de Carvalho e Liliana Almeida                                      | Manuel Luís Goucha, Maria Botelho Moniz e José Lopes                           |
| 2022                    | Cerimónias do Jubileu de Platina da Rainha Isabel II de Inglaterra                    | Manuel Luís Goucha e Júlio Magalhães                                           |
| 19 de Setembro de 2022  | Cerimónias Fúnebres da Rainha Isabel II de Inglaterra                                 | Manuel Luís Goucha e Nuno Santos                                               |
| 6 de Maio de 2023       | Coroação do Rei Carlos III de Inglaterra                                              | Manuel Luís Goucha e Júlio Magalhães                                           |
| 1 a 6 de Agosto de 2023 | Jornada Mundial da Juventude de 2023 Lisboa                                           | Manuel Luís Goucha e jornalistas TVI                                           |
| 7 de Outubro de 2023    | Casamento Real de Infanta Francisca de Bragança e Duarte Sousa Araújo                 | Manuel Luís Goucha, Maria Cerqueira Gomes, Rita Rodrigues e José Carlos Araújo |
| 3 de maio de 2025       | Cerimónias Fúnebres do Papa Francisco                                                 | Manuel Luís Goucha, Joaquim Franco, Pedro Benevides e Rita Rodrigues           |
| 13 de maio de 2025      | Festa Real - 30 Anos de Casamento de D. Duarte Pio de Bragança e D. Isabel de Herédia | Manuel Luís Goucha, Rita Rodrigues e Sílvia Martins                            |

### Galas e Festas TVI
| Exibição                | Programa                                        | Apresentação |
| ----------------------- | ----------------------------------------------- | --- |
| 20 de Fevereiro de 1993 | Apresentação Canal 4: TVI                       | |
| 1998-2014               | Óscares                                         | |
| 2000                    | Gala do 7° Aniversário TVI                      | Cristina Möhler |
| 2000                    | Troféus Nova Gente                              | |
| 2002                    | As Canções da Televisão - 9 Anos TVI            | |
| 2002                    | Noite de Estrelas - Gala de Natal TVI           | |
| 2003                    | Gala TVI - 10 Anos                              | |
| 2003                    | As Mais Belas Canções de Amor                   | Manuel Luís Goucha, Júlia Pinheiro e Pedro Granger |
| 2003-2010               | Gala de Natal TVI                               | Manuel Luís Goucha (2003-2010) e Cristina Ferreira (2010) |
| 2004                    | Gala TVI - 11 Anos                              | Manuel Luís Goucha |
| 2007                    | Gala TVI - 14.º Aniversário                     | |
| 2007                    | Novas 7 Maravilhas do Mundo                     | |
| 2007                    | 7 Maravilhas de Portugal                        | Leonor Poeiras |
| 2008                    | Gala Aniversário - TVI 15 Anos                  | |
| 2008                    | Gala 10 Anos de Ficção Nacional                 | Júlia Pinheiro e Manuel Luís Goucha |
| 2009-Presente           | Festa de Verão TVI                              | Atuais apresentadores: Mónica Jardim, João Montez, José Lopes e Rafaela Granado Antigos Apresentadores: Tatiana Figueiredo, Leonor Poeiras, Isabel Silva, Marta Andrino, Sérgio Henrique, Marta Cardoso, Pimpinha Jardim, Iva Domingues e Sofia Vasconcelos |
| 2010                    | TVI 17º Aniversário                             | |
| 2010                    | Gala Somos Portugal                             | Júlia Pinheiro, Cristina Ferreira, Fátima Lopes e Manuel Luís Goucha |
| 2012-2017               | Gala das Estrelas (Missão Sorriso)              | Manuel Luís Goucha, Cristina Ferreira e Fátima Lopes |
| 2013                    | Gala TVI 20 Anos                                | |
| 2020                    | O Futuro: Apresentação da Nova Grelha para 2021 | Cristina Ferreira |
| 2021                    | Revelação                                       | Cristina Ferreira |
| 2022                    | Gala do 29.° Aniversário TVI                    | Cristina Ferreira e Manuel Luís Goucha |
| 2023                    | Gala TVI 30 Anos                                | |
| 3 de Setembro de 2023   | Palácio das Estrelas                            | Cláudio Ramos, Maria Cerqueira Gomes e Idevor Mendonça |
| 2024                    | Gala do 31° Aniversário TVI                     | |
| 26 de agosto de 2024    | Gala Liga Portugal 2024                         | Cristina Ferreira e Pedro Pinto |
| 11 de setembro de 2024  | Parada de Estrelas                              | Maria Cerqueira Gomes, Pedro Teixeira, Iva Domingues e João Montez |
| 2024 - presente         | Gala dos Sonhos Associação Sara Carreira        | Manuel Luís Goucha |
| 2025                    | Gala do 32° Aniversário TVI                     | |

## Emissões Especiais

### Especiais
| Exibição                                        | Programa                                      | Apresentação |
| ----------------------------------------------- | --------------------------------------------- | --- |
| 1993-1995 / 2000-2002                           | Marchas Populares de Lisboa                   | Manuel Luís Goucha (2000-2002), Nunes Forte (1995), Júlio Isidro (1994) |
| 1995                                            | Meia Noite na TVI                             | Júlio Isidro e Bárbara Guimarães |
| 1998-2017                                       | Corrida de Touros TVI                         | Locutores da TVI |
| 1998                                            | Viva 99 - Gala Ano Novo                       | Cristina Caras Lindas e Fernando Pereira |
| 1999-2010 / 2022-Presente                       | Há Festa no Hospital                          | Atuais apresentadores: Manuel Luís Goucha, Cristina Ferreira, Cláudio Ramos, Maria Botelho Moniz, Maria Cerqueira Gomes, Mónica Jardim, Idevor Mendonça, João Montez, Nuno Eiró, Iva Domingues, João Patrício, Ana Guiomar e Pedro Teixeira Antigos Apresentadores: Carlos Ribeiro, Paula Castelar, Marisa Cruz, Fátima Lopes, Sara Sousa Pinto, Fernanda Serrano, Alice Alves e Ruben Rua |
| 2003                                            | Actores de Palmo e Meio                       | Carlos Ribeiro |
| 2003                                            | Especial Super Pai                            | Carlos Ribeiro |
| 2003                                            | Mãe Querida                                   | Manuel Luís Goucha |
| 2003                                            | Q.I. - Quem é o Mais Inteligente?             | Teresa Guilherme e Júlio Magalhães |
| 2005-2007                                       | Heróis Por uma Causa                          | |
| 2005-2007/2009                                  | Missão Sorriso                                | |
| 2006                                            | Morangos Mix                                  | Diogo Valsassina e Catarina Morazzo |
| 2007                                            | Be Different, Be deLUXe                       | Rita Seguro |
| 2008 / 2010-2011                                | Morangomania                                  | Rita Pereira (2008), Jorge Kapinha e Mafalda Teixeira (2010-2011) |
| 2008/ 2012                                      | Todos com Portugal                            | Manuel Luís Goucha (2008)/ Fátima Lopes, Marisa Cruz, João Paulo Rodrigues (2012) |
| 2010-2023                                       | Missão Continente                             | |
| 2011                                            | Juntos Por Si                                 | |
| 2011                                            | Madeira em Flor                               | Fátima Lopes |
| 2011                                            | Cidade dos Sonhos                             | Fátima Lopes e Mónica Jardim |
| 2011                                            | Festa das Ruas Floridas - Redondo             | Cristina Ferreira e Nuno Eiró |
| 2011                                            | Festa dos Tabuleiros - Tomar                  | Cristina Ferreira e Nuno Eiró |
| 2011                                            | Festa de São Mateus - Elvas                   | Manuel Luís Goucha e Iva Domingues |
| 2011                                            | Festa de N. Sra. da Agonia - Viana do Castelo | Manuel Luís Goucha |
| 2011                                            | Festa do Senhor Jesus da Piedade - Elvas      | Leonor Poeiras e Nuno Eiró |
| 2011                                            | Festas de Ponte de Lima                       | Cristina Ferreira e Marisa Cruz |
| 2011                                            | Festa na Praia Albufeira                      | Cristina Ferreira e Nuno Eiró |
| 2011                                            | Festa Medieval de Óbidos                      | Cristina Ferreira e Nuno Eiró |
| 2011                                            | Festival do Chocolate - Óbidos                | Fátima Lopes e Nuno Eiró |
| 2013                                            | Festa do Emigrante                            | Nuno Eiró, Fátima Lopes e Mónica Jardim |
| 2017 - 2019/ 2025 - presente                    | Festival da Comida Continente                 | Atuais Apresentadores: João Patricio, Maria Cerqueira Gomes, Idevor Mendonça, Mafalda de Castro e Rafaela Granado Antigos Apresentadores: Cristina Ferreira, Fátima Lopes, Leonor Poeiras, João Montez, Marisa Cruz, Mónica Jardim, Pedro Teixeira, Ruben Rua e Santiago Lagoá |
| 2019                                            | Juntos Somos Mais Fortes                      | Leonor Poeiras e Pedro Teixeira |
| 2019/ 2023 - 2024                               | Arraial TVI                                   | Isabel Silva, João Montez, Pimpinha Jardim e Sílvia Rizzo (2019)/ Mafalda de Castro (2023)/ Ruben Rua (2023-2024), Maria Cerqueira Gomes (2023-2024), Fernanda Serrano (2024) |
| 31 de Dezembro de 2019                          | Especial Fim de Ano em Albufeira              | Maria Cerqueira Gomes, Pedro Fernandes e Ana Lúcia Matos |
| 2020                                            | A Ajuda Não Pode Parar                        | Fátima Lopes, Pedro Fernandes e reportagem de Mónica Jardim, Alice Alves e Isabel Silva |
| 2020                                            | Nunca Desistir                                | Maria Botelho Moniz, Manuel Luís Goucha, Fátima Lopes, Cláudio Ramos, Fernanda Serrano e Pedro Teixeira |
| 2020                                            | Todos Por Todos                               | Leonor Poeiras, João Póvoa Marinheiro, Fátima Lopes, Pedro Pinto, José Alberto Carvalho, Raquel Matos Cruz e Manuel Luís Goucha |
| 2020                                            | Portugal na TVI                               | com vinte apresentadores em vinte cidades portuguesas |
| 2020                                            | Natal em Família                              | |
| 2020                                            | Somos Natal                                   | |
| 2021                                            | Estamos Aqui, Por Si                          | Manuel Luís Goucha, Maria Botelho Moniz e Cláudio Ramos |
| 2021                                            | Somos Família                                 | Mónica Jardim, Santiago Lagoá, Fanny Rodrigues, Ana Arrebentinha, José Lopes, Ruben Vieira, Toy, Maria Cerqueira Gomes e Ruben Rua |
| 10 de Junho de 2021                             | Festival Bom para Portugal                    | Manuel Luís Goucha, Iva Domingues, Maria Cerqueira Gomes, Mafalda de Castro e João Montez |
| 2021                                            | Joga Portugal                                 | Mónica Jardim, Santiago Lagoá, Fanny Rodrigues, João Montez, Isabel Figueira e Toy |
| 25 de Setembro de 2021 / 10 de Setembro de 2022 | A Festa                                       | Maria Botelho Moniz, Nuno Eiró, Maria Cerqueira Gomes, Ruben Rua e Mafalda de Castro |
| 2 de janeiro de 2022                            | TVI Comvida                                   | Ruben Rua, Iva Domingues, Maria Botelho Moniz, Marisa Cruz, Mafalda de Castro e Sara Sousa Pinto |
| 23 de junho de 2022                             | São João a Bordo                              | José Lopes e Sofia Vasconcelos |
| 2022 - presente                                 | Dois às 10 - Especiais                        | Cláudio Ramos, Cristina Ferreira, Maria Cerqueira Gomes/ Manuel Luís Goucha (2022-2023), Maria Botelho Moniz (2022-2023), Mafalda de Castro (2022-2023) |
| 2022 - 2023                                     | Goucha - Especiais                            | Manuel Luís Goucha, Nuno Eiró, Maria Botelho Moniz, Cláudio Ramos, Marisa Cruz, Maria Cerqueira Gomes, Mafalda de Castro |
| 2022                                            | Especial Primavera                            | Cláudio Ramos, Maria Cerqueira Gomes, Ruben Rua e Marisa Cruz |
| 13 de fevereiro de 2024                         | Viva o Carnaval!                              | Manuel Luís Goucha e reportagens de Idevor Mendonça, Susana Pinto e Rafaela Granado |
| 2024                                            | TVI Lidl Euro Lounge                          | Iva Domingues, Mónica Jardim, Idevor Mendonça e Rafaela Granado |
| 2024                                            | Joga Portugal                                 | |
| 4 de março de 2025                              | Especial Carnaval de Torres Vedras            | Manuel Luís Goucha e Rafaela Granado |
| 31 de maio de 2025                              | Ilha das Vacas Felizes                        | Manuel Luís Goucha, Cristina Ferreira, Maria Cerqueira Gomes e reportagens de Rafaela Granado e Rebeca Caldeira |
| 26 de junho de 2025                             | Especial Festas Populares                     | Cristina Ferreira e Cláudio Ramos |
| 2025 - presente                                 | Festa do Emigrante TVI                        | Nuno Eiró, Mónica Jardim e João Montez |

### Aniversários
| Exibição | Programa                                              | Apresentação |
| -------- | ----------------------------------------------------- | --- |
| 1994     | 1.º Aniversário TVI                                   | |
| 1995     | 2.º Aniversário TVI                                   | José Nuno Martins |
| 1999     | Batatoon - Especial Aniversário TVI                   | António Branco e Paulo Guilherme |
| 2000     | 7° Aniversário TVI                                    | Cristina Möhler |
| 2005     | Apanhados TVI                                         | |
| 2006     | Você na TV! - Especial Aniversário TVI                | Manuel Luís Goucha e Cristina Ferreira |
| 2007     | Você na TV! - Especial Aniversário TVI                | Manuel Luís Goucha e Cristina Ferreira |
| 2009     | Anos Felizes                                          | |
| 2010     | TVI 17º Aniversário                                   | |
| 2011     | Você na TV! - Especial Aniversário TVI                | Manuel Luís Goucha e Cristina Ferreira |
| 2011     | A Tarde é Sua - Especial Aniversário                  | Fátima Lopes |
| 2012     | Você na TV! - TVI 19 Anos                             | Manuel Luís Goucha e Cristina Ferreira |
| 2012     | A Tarde é Sua - TVI 19 Anos                           | Fátima Lopes |
| 2013     | Parabéns TVI                                          | Manuel Luís Goucha, Cristina Ferreira e Fátima Lopes |
| 2014     | Parabéns TVI                                          | |
| 2015     | Parabéns TVI - 22° Aniversário TVI                    | Mónica Jardim, Manuel Luís Goucha, Marisa Cruz, Marta Cardoso, Fátima Lopes, Isabel Silva, Leonor Poeiras, Iva Domingues, João Montez, Nuno Eiró, Cristina Ferreira e reportagens de Rita Pereira e de Pedro Teixeira                                            |
| 2016     | Parabéns TVI - 23° Aniversário TVI                    | |
| 2017     | Parabéns TVI - 24 anos TVI                            | |
| 2018     | Especial 25° Aniversário                              | |
| 2019     | Especial 26° Aniversário TVI                          | |
| 2021     | Parabéns, Portugal - Especial 28.° Aniversário da TVI | |
| 2022     | Parabéns TVI 29° Aniversário                          | Alice Alves, Cláudio Ramos, Fanny Rodrigues, Inês Gutierrez, Iva Domingues, João Montez, Mafalda de Castro, Manuel Luís Goucha, Maria Botelho Moniz, Maria Cerqueira Gomes, Marisa Cruz, Mónica Jardim, Pedro Teixeira, Rita Pereira, Ruben Rua e Santiago Lagoá |
| 2023     | Parabéns TVI 30° Aniversário                          | Iva Domingues, Manuel Luís Goucha, Mafalda de Castro, Maria Botelho Moniz, Maria Cerqueira Gomes, Nuno Eiró, Pedro Teixeira, Cristina Ferreira, Cláudio Ramos, Ruben Rua, João Montez e Mónica Jardim                                                            |
| 2024     | Parabéns TVI 31° Aniversário                          | Cláudio Ramos, Cristina Ferreira, Iva Domingues, João Montez, Mafalda de Castro, Manuel Luís Goucha, Maria Botelho Moniz, Maria Cerqueira Gomes, Mónica Jardim e Ruben Rua                                                                                       |
| 2025     | Parabéns TVI 32° Aniversário                          | Manuel Luís Goucha, Maria Botelho Moniz, Mafalda de Castro, Ruben Rua, Nuno Eiró, Maria Cerqueira Gomes, Pedro Teixeira, Mónica Jardim, Idevor Mendonça, Iva Domingues, Alice Alves, João Montez e Marta Cardoso                                                 |